# Oscar Florencio
Oscar Jaime Llaneta Florencio (ur. 5 lutego 1966 w Capoocan) – filipiński duchowny katolicki, biskup polowy Filipin od 2019.

## Życiorys

### Prezbiterat
Święcenia kapłańskie otrzymał 3 kwietnia 1990 i został inkardynowany do archidiecezji Palo. Po święceniach pracował jako ojciec duchowny w seminarium. Po ukończeniu w 1999 studiów doktoranckich w Rzymie został mianowany wykładowcą szkoły teologicznej w Palo. W latach 2004–2009 był proboszczem w kilku parafiach, a w kolejnych latach ponownie został wysłany do szkoły w Palo, tym razem w charakterze jej wicerektora ds. administracyjnych (jednocześnie otrzymał nominację na wicekanclerza kurii). W 2013 mianowany rektorem tej szkoły.

### Episkopat
3 lipca 2015 papież Franciszek mianował go biskupem pomocniczym archidiecezji Cebu oraz biskupem tytularnym Lestrona. Sakry biskupiej udzielił mu 4 września 2015 metropolita Palo - arcybiskup John Du.
2 marca 2019 został mianowany biskupem polowym Filipin.